# Persone di nome Giuliana
| Questa pagina contiene informazioni ricavate automaticamente dalle voci biografiche con l'ausilio del template Bio e di un bot. L'aggiornamento è periodico e automatico e ricostruisce completamente la pagina. Se manca una persona in questa lista, sei pregato di non aggiungerla, ma accertati piuttosto che la sua voce biografica contenga il template Bio e che i dati anagrafici siano correttamente compilati. Se il template Bio manca, inseriscilo tu stesso o, in alternativa, metti l'avviso {{tmp\|Bio}} che ne segnala la mancanza. Se i dati riportati sono sbagliati, correggi direttamente la voce biografica; le modifiche saranno visibili in questa lista entro pochi giorni. Per chiarimenti vedi il progetto antroponimi. La lista contiene solo le 68 persone che sono citate nell'enciclopedia e per le quali è stato implementato correttamente il template Bio. Pagina aggiornata al 7 apr 2025. |

Questa è una lista di persone presenti nell'enciclopedia che hanno il nome Giuliana, suddivise per attività principale.

## Allenatrici di atletica leggera(1)
- Giuliana Amici, allenatrice di atletica leggera e giavellottista italiana (Forlì, n. 1952)

## Arpiste(2)
- Giuliana Albisetti Rotondi, arpista italiana (Roma, n. 1942 - Magenta, † 1995)
- Giuliana De Donno, arpista italiana (Matera, n. 1963)

## Atlete paralimpiche(1)
- Giuliana Chiara Filippi, atleta paralimpica italiana (n. 2005)

## Attrici(6)
- Giuliana Calandra, attrice italiana (Moncalieri, n. 1936 - Aprilia, † 2018)
- Giuliana De Sio, attrice italiana (Salerno, n. 1957)
- Giuliana Lojodice, attrice italiana (Bari, n. 1940)
- Giuliana Pinelli, attrice italiana (n. 1924)
- Giuliana Rivera, attrice e doppiatrice italiana (Milano, n. 1928 - Milano, † 2022)
- Giuliana Rossi, attrice italiana (Firenze, n. 1933 - Firenze, † 2005)

## Cantanti(1)
- Giuliana Valci, cantante e astrologa italiana (Roma, n. 1946 - Roma, † 2019)

## Cestiste(2)
- Giuliana Bertea, cestista italiana (Cervia, n. 1921 - Roma, † 2011)
- Giuliana Sarà, ex cestista italiana

## Chimiche(1)
- Giuliana Cavaglieri Tesoro, chimica italiana (Venezia, n. 1921 - Dobbs Ferry, † 2002)

## Danzatrici(1)
- Giuliana Penzi, danzatrice e coreografa italiana (Ravenna, n. 1918 - Roma, † 2008)

## Doppiatrici(1)
- Giuliana Atepi, doppiatrice e attrice italiana (Reggio Calabria, n. 1980)

## Filologhe(1)
- Giuliana Lanata, filologa classica e traduttrice italiana (Chiavari, n. 1931 - Genova, † 2008)

## Fisiche(1)
- Giuliana Cini, fisica italiana (Torino, n. 1930 - Torino, † 2005)

## Giornaliste(6)
- Giuliana Dal Pozzo, giornalista e scrittrice italiana (Siena, n. 1922 - Roma, † 2013)
- Giuliana Del Bufalo, giornalista e conduttrice televisiva italiana (Roma, n. 1947)
- Giuliana Fiorentino, giornalista italiana (Napoli, n. 1968)
- Giuliana Rancic, giornalista, conduttrice televisiva e personaggio televisivo italiana (Napoli, n. 1974)
- Giuliana Saladino, giornalista e politica italiana (Palermo, n. 1925 - Palermo, † 1999)
- Giuliana Sgrena, giornalista e scrittrice italiana (Masera, n. 1948)

## Imprenditrici(1)
- Giuliana Stramigioli, imprenditrice e iamatologa italiana (Roma, n. 1914 - Roma, † 1988)

## Marciatrici(1)
- Giuliana Salce, ex marciatrice italiana (Roma, n. 1955)

## Mistiche(2)
- Giuliana di Norwich, mistica inglese (n. 1342 - Norwich, † 1416)
- Giuliana di Cornillon, mistica belga (Fléron - Fosses-la-Ville, † 1258)

## Modelle(1)
- Giuliana Zevallos, modella peruviana (Lima, n. 1989)

## Montatrici(1)
- Giuliana Attenni, montatrice italiana

## Multipliste(1)
- Giuliana Spada, ex multiplista italiana (Forlì, n. 1971)

## Nobildonne(2)
- Giuliana di Nassau-Dillenburg, nobildonna tedesca (Dillenburg, n. 1587 - Rotenburg an der Fulda, † 1643)
- Giuliana di Stolberg, nobildonna tedesca (Stolberg, n. 1506 - Dillenburg, † 1580)

## Nobili(2)
- Giuliana d'Assia-Darmstadt, nobile (Darmstadt, n. 1606 - Westerhof, † 1659)
- Giuliana Benzoni, nobile italiana (Padova, n. 1895 - Roma, † 1981)

## Pallavoliste(1)
- Giuliana Toldo, ex pallavolista italiana (Padova, n. 1975)

## Partigiane(1)
- Giuliana Gadola, partigiana, scrittrice e poetessa italiana (Milano, n. 1915 - Milano, † 2005)

## Personaggi televisivi(1)
- Giuliana Longari, personaggio televisivo italiano (Popoli, n. 1943)

## Pittrici(1)
- Giuliana Caporali, pittrice italiana (Roma, n. 1932)

## Poetesse(1)
- Giuliana Rocchi, poetessa italiana (Santarcangelo di Romagna, n. 1922 - Rimini, † 1996)

## Politiche(3)
- Giuliana Carlino, politica italiana (Scontrone, n. 1951)
- Giuliana Nenni, politica, giornalista e traduttrice italiana (Forlì, n. 1911 - Roma, † 2002)
- Giuliana Reduzzi, politica italiana (Ponte San Pietro, n. 1940)

## Principesse(2)
- Giuliana Sofia di Danimarca, principessa danese (Copenaghen, n. 1788 - Copenaghen, † 1850)
- Giuliana di Sassonia-Coburgo-Gotha, principessa (Coburgo, n. 1781 - Elfenau, † 1860)

## Registe(2)
- Giuliana Berlinguer, regista, sceneggiatrice e scrittrice italiana (Mantova, n. 1933 - Roma, † 2014)
- Giuliana Gamba, regista, sceneggiatrice e produttrice cinematografica italiana (Urbino, n. 1949)

## Religiose(2)
- Giuliana Falconieri, religiosa italiana (Firenze - Firenze, † 1341)
- Giuliana Puricelli, religiosa italiana (Busto Arsizio, n. 1427 - Varese, † 1501)

## Rugbiste a 15(1)
- Giuliana Campanella, ex rugbista a 15, allenatrice di rugby a 15 e dirigente sportiva italiana (Messina, n. 1976)

## Saggiste(1)
- Giuliana Donati Petténi, saggista e scrittrice italiana (Milano, n. 1922 - Brembate di Sopra, † 2008)

## Sante(1)
- Giuliana di Nicomedia, santa (Nicomedia - Nicomedia)

## Sciatrici alpine(2)
- Giuliana Campiglia, ex sciatrice alpina italiana (Torino, n. 1958)
- Giuliana Minuzzo, sciatrice alpina italiana (Vallonara, n. 1931 - Aosta, † 2020)

## Scrittrici(5)
- Giuliana Altamura, scrittrice italiana (Bari, n. 1984)
- Giuliana Boldrini, scrittrice, sceneggiatrice e traduttrice italiana (Firenze, n. 1932)
- Giuliana Fiorentino Tedeschi, scrittrice e superstite dell'Olocausto italiana (Milano, n. 1914 - Torino, † 2010)
- Giuliana Morandini, scrittrice, saggista e critica letteraria italiana (Pavia di Udine, n. 1934 - Roma, † 2019)
- Giuliana Pistoso, scrittrice e editrice italiana (Verona, n. 1923 - Verona, † 2005)

## Soprani(1)
- Giuliana Fontanelli, soprano italiano (San Casciano in Val di Pesa, n. 1921 - Firenze, † 2018)

## Sovrane(1)
- Giuliana Maria di Brunswick-Lüneburg, regina (Wolfenbüttel, n. 1724 - Castello di Frederiksborg, † 1796)

## Tenniste(1)
- Giuliana Olmos, tennista messicana (Schwarzach im Pongau, n. 1993)

## Traduttrici(1)
- Giuliana Segre, traduttrice, scrittrice e antifascista italiana (Torino, n. 1911 - Torino, † 2009)

## Truccatrici(1)
- Giuliana De Carli, truccatrice italiana (Milano, n. 1935)

## Senza attività specificata(4)
- Giuliana Genta, architetta italiana (Roma, n. 1922 - Frasso Sabino, † 2005)
- Giuliana di Collalto, monaca cristiana italiana (Collalto - Venezia, † 1262)
- Giuliana di Tolemaide
- Giuliana d'Assia-Philippsthal, contessa (Zutphen, n. 1761 - Bückeburg, † 1799)